# Хаджи Стамо
Хаджи Стамо е търговец на зърнени храни, брашно, вино и добитък от Чирпан. През 1836 г. е обесен от турците заедно с Хаджи Кольо Петков, също от Чирпан, след жестоки мъчения пред собствените им дюкяни, затова че са заподозрени в заговор срещу османската власт.
Никола Събчев подробно описва двамата видни чирпанлии:
| „ | Хаджи Стамо е с бръсната глава, от темето на която се спуща дълга плитка чак до врата, покрита с черно таке. Околовръст до ушите, като кравай с навито черно синьо поясче с ресни по края, наречено шал от домашна вълнена тъкан. Ризата му е от домашно платно с широки ръкави. X. Стамо е облечен в шаечна салтамарка – презрамушка и с елек отпред, на който се редят чести петелки и копчета. Елекът също в от домашен плат със сурми (иви), препасан около кръста с тъмночервен пояс от домашна вълнена тъкан с ресни по края. Шаечните му черносини потури са широки, нагърчени с дълго дъно с крачоли, закопчани по целия пищял. Под коленете са препасани с червено, вълнено, тясно коланче, завършващо с 3-4 реда гайтан. Празничен ден х. Стамо се обува с бели вълнени чорапи и с плитки папуци, а в делник с цървули”. | “ |